# عبد الله نواوي
عبد الله نواوي (ولد في مكة المكرمة 1946م - توفي 6 يونيو 2023م) فنان تشكيلي يعد من أبرز رواد الفن التشكيلي في السعودية. يصوّر في لوحاته بمسحة واقعية تعبيرية، تقترب من الانطباعية ومتأثرة بالتراث، العادات الشعبية في حياة أبناء المدينة الحجازية عموماً ومكة المكرمة خاصةً.

## التعليم
- تلقى تعليمه الابتدائي في السعدية والمتوسطة في معهد المعلمين بمكة المكرمة، ثم أكمل دراسته الثانوية بمعهد التربية الفنية بالرياض.
- حاصل على درجة البكالوريوس من جامعة أنديانا في الولايات المتحدة الأمريكية.[5]
- حاصل على درجة الماجستير في التربية الفنية من جامعة كلورادو في الولايات المتحدة الأمريكية عام 1980م.[6]

## العمل
- عمل ممثلاً دائماً للمملكة العربية السعودية باتحاد الفنانين العرب من عام 1981م إلى عام 1989م.
- عمل رئيساً للجنة الفنون التشكيلية لجميعة الفنون التشكيلية في جدة.
- عمل نائباً لرئيس بيت الفنانين التشكيليين في السعودية.
- ترأس قسم التربية الفنية بتعليم جدة.
- عمل في الإشراف التربوي في إدارة التعليم، وعمل في مدراس عديدة في منطقة مكة المكرمة.[7]
- مستشارًا ومنظمًا للمعارض الدولية بوزارة الثقافة والإعلام.[5]

## المعارض الفنية والمشاركات
أقام النواوي أكثر من سبعة معارض شخصية لأعماله، وشارك في الكثير من المعارض المحلية والدولية:
- أقام معرضه الشخصي (ألحان) عام 2022 في الرياض.[9]
- شارك في معرض (البنفسج) في جمعية جسفت مكة المكرمة عام 2022.[10]
- شارك في معرض (أوائل) في جاليري سين في جدة عام 2019.[11]
- شارك في معرض (الفن السعودي الرابع والعشرين) في جدة عام 2018.[12]
- شارك في معرض (نجوم) في الصالة جاليري للفنون الجميلة في جدة عام 2008.[13]
- شارك في بينالي القاهرة الدولي، وبينالي بنجلاديش.

## التكريم والجوائز
- كرمته جمعية الثقافة والفنون بجدة عام 2019. وأُقيم للفنان معرض شخصي احتوى على أكثر من 30 عملاً فنياً، عرض لعدد من الدروع والأوسمة التي حصل عليها خلال مسيرته الفنية.[14]

## الوفاة
توفي في جدة يوم الثلاثاء 16 ذي القعد 1444هـ / 6 يونيو 2023م عن عمر يناهز 77 عاماً.